# Rock stone
O rock stone, também conhecido por rock rolinga ou rock rollinga, é o nome dado a uma cena do rock and roll argentino cujas bandas têm forte influência musical e estética do grupo The Rolling Stones. Nasceu em 1983 em Buenos Aires e recebeu seu nome na década de 1990 da tribo urbana homônima.
Deve-se notar que termos como rock barrial (rock de bairro), rock chabón (rock cara) ou rock cabeza (rock cabeça) costumam ser usados como sinônimos de rock stone, mas na realidade se referem a uma corrente mais ampla do rock argentino que inclui grande parte do rock stone dentro de si.
Essa cena fez sucesso na década de 1990 graças às visitas dos Rolling Stones ao país e à popularidade de bandas emblemáticas do movimento como Ratones Paranoicos (considerados os criadores do estilo) e Viejas Locas.
Apesar do declínio da corrente desde meados dos anos 2000, ela permanece corrente principalmente no circuito subterrâneo.

## Características
Os termos stone, rolinga ou rollinga (as duas últimas sendo castelhanizações  da palavra Rolling) são usados para se referir a uma subcultura argentina cujos membros são fãs dos Rolling Stones. A palavra stone na Argentina também é usada para se referir aos fãs desta banda britânica em geral (independentemente de pertencerem ou não à referida subcultura).
As bandas argentinas que nos anos 1980 e inícios dos anos 1990 emularam musical e visualmente os Rolling Stones também tendiam a ter muitos stones ou rolingas entre seus integrantes e seguidores, por isso foram incluídas sob o rótulo de rock stone pelo imprensa.
Dentro dele estão bandas como Ratones Paranoicos, Heroicos Sobrevivientes, Blues Motel, Viejas Locas, Guasones, Jóvenes Pordioseros, La 25, Balas Perdidas, Barrios Bajos, Vodka Doble, La Mocosa, La Colosa, La Covacha, La Pulposa, Motor Loco, Chicos de Fábrica, Criatura, Hijos del Oeste, Ojos Locos, etc.
Essas bandas por sua vez têm, em menor grau, influências de outros artistas de rock and roll como Chuck Berry, The Stooges, Patricio Rey y sus Redonditos de Ricota, Pappo, AC/DC, Ramones, Sex Pistols, Tom Petty, Sumo, etc.; e até artistas de blues como B.B. King e Muddy Waters.
Por outro lado, a maioria das bandas do rock stone também fazem parte de um movimento argentino mais amplo chamado rock barrial, que também inclui artistas que abordam principalmente outros estilos de rock and roll como garage rock, hard rock e punk rock; mas mantêm uma lírica e origem social semelhante (tanto das bandas quanto de seu público).

### Estilo musical e lírico
Instrumentalmente, as bandas são geralmente compostas por guitarras elétricas, baixo elétrico, bateria e harmónica.
Em alguns casos, também podem ser adicionados instrumentos como guitarra acústica, teclado, piano ou saxofone.
Em relação à composição das músicas, o uso da escala pentatônica é fundamental neste estilo, assim como a progressão de acordes do blues (acorde tônico, subdominante e dominante com diferentes variações na ordem). A progressão de acordes é originaria do blues (assim como do rock and roll), ou seja, fundamental - subdominante - fundamental - dominante - subdominante - dominante (às vezes com sétima) - fundamental; embora seu ritmo seja mais rápido.
A esses elementos soma-se o uso de recursos como o shuffle e a instrumentação simples que consiste em guitarras elétricas, baixo, bateria e, às vezes, piano e harmónica. O uso do slide na guitarra dá um efeito de glissando muito comum neste estilo, que também pode ser imitado com a harmónica. Como característica típica do rock and roll, pode-se reconhecer a distorção constante das guitarras (que dão um efeito de "sujeira" e "crueza" às músicas) e a simplicidade das bases do baixo e da bateria.
As letras costumam ser bastante diretas e simples, e seus temas mais comuns são: o gosto pelo rock and roll, a lealtade ao bairro e grupo de amigos, as relações sexuais, o amor, as bebidas alcoólicas, as drogas, os problemas no mundo do trabalho (geralmente referindo-se a ocupações mal remuneradas) e experiências na rua (como conflitos com a polícia e brigas).

## História
Esta cena tem sua gênese em Buenos Aires com a formação do Ratones Paranoicos em 1983. Foi classificada como uma banda underground e, mais tarde, parte do chamado "rock marginal" por um historiador do rock argentino; e embora tivesse influências do Sex Pistols, The Stooges, New York Dolls, The Who e Luis Alberto Spinetta, desde o início procurou ter um som e uma imagem mais próximos dos Rolling Stones.
Entre o final da década de 1980 e o início da década de 1990, o rock stone continuaria a crescer com a formação Heroicos Sobrevivientes, Blues Motel, Viejas Locas, Guasones e Jóvenes Pordioseros.
Em 1990 haveria o primeiro contato do país com um músico ligado aos Rolling Stones, já que Mick Taylor (ex-integrante da banda) foi o artista de abertura de Eric Clapton no recital que ele realizou em Buenos Aires. Em outubro de 1992, a massividade do movimento começou a se concretizar graças à visita ao país de Keith Richards com sua banda paralela, The X-Pensive Winos, no terceiro dia do Coca Cola Rock Festival, realizado no Estádio José Amalfitani diante de cerca de 40 mil espectadores e no qual Ratones Paranoicos foi a banda inicial.
Em 1995, os Rolling Stones finalmente chegaram à Argentina como parte de sua Voodoo Lounge Tour, onde Pappo, Las Pelotas e Ratones Paranoicos foram escolhidos como artistas de abertura. Sua influência se refletiu no rock and roll local, dando mais notoriedade ao rock stone, que acabou chamando a atenção do público e alcançando sucesso comercial. Devido à conversibilidade em que estava imersa a economia argentina (o que provocaria uma grave crise alguns anos depois), os preços dos ingressos para os recitais da banda britânica eram relativamente acessíveis, de modo que o espetáculo contava com público de todas as classes sociais. Isso fez com que os stones (ou rolingas) ocupassem o centro das atenções entre o público e ajudou ainda mais sua subcultura a se tornar popular na classe baixa. Além disso, nesse mesmo ano, Viejas Locas editou e lançou o álbum de mesmo nome, tornando-se assim a primeira banda "rolinga" formada inteiramente por integrantes de bairros proletários a gravar um disco mais tarde considerado mainstream; e em 1996 foi formada La 25 (banda que se popularizaria na década seguinte, quando o fenômeno rolinga começaria a declinar).
Em 1998, os Rolling Stones retornaram à Argentina como parte de sua turnê Bridges to Babylon Tour, e um dos artistas escolhidos para tocar antes de seu show foi Viejas Locas, o que gerou popularização e reconhecimento massivo para a referida banda (que já tinha um segundo álbum).
Em 2000, Viejas Locas se desintegrou e dois de seus integrantes (incluindo o vocalista Pity Álvarez) formaram, junto com outros músicos, Intoxicados, uma banda que se afastaria do som considerado tipicamente stone e se aproximaria ao garage rock e punk rock. Nesse mesmo ano surgiram outras duas bandas formadas por ex-integrantes do Viejas Locas: La Lengua (onde o guitarrista Sergio Toloza começaria a se aventurar no country) e Motor Loco (liderada pelo baixista Fabián Crea e continuando com o estilo stone ou rolinga).
Durante os cinco anos seguintes, bandas como La 25 e Jóvenes Pordioseros desfrutariam de grande sucesso comercial e popularidade, tornando-se populares graças às suas primeiras gravações. Porém, em 2004, o rock barrial em geral sofreu um grande golpe devido à tragédia de Cromañón, que significou (além de 194 mortos e centenas de feridos) o encerramento de muitos locais onde os grupos realizavam os seus recitais, acrescentando a isso uma estigmatização em relação a o público do rock barrial em geral e seus costumes que levaram à referida tragédia (especificamente o uso de pirotecnia durante os shows).
Em 2006, a subcultura rolinga (já em claro declínio) teve um pequeno momento de visibilidade com a terceira visita dos Rolling Stones ao país. Porém, diferentemente das apresentações da banda em 1995 e 1998, desta vez os ingressos tiveram um custo bem mais elevado, o que tornou o público bem diferenciado, devido à maior presença de pessoas de classe média alta, mais distantes da subcultura stone ou rolinga. Por outro lado, La 25 foi a banda escolhida para abrir para os Rolling Stones no recital. Esta banda gravaria seu álbum Mundo Perfecto naquele ano, um álbum que fortaleceria a popularidade da banda no ano seguinte.
No final de 2007, Jóvenes Pordioseros se desintegrou. Isto levou à criação em 2008 do grupo Hijos del Oeste pelo seu líder, Toti Iglesias. Porém, no final de 2011, Jóvenes Pordioseros voltou aos palcos com uma formação diferente, que permanece em constante mudança até hoje (com exeçâo do Iglesias, seu vocalista).
Por outro lado, em 2009 Intoxicados se separarou e Viejas Locas voltou aos palcos com quase toda a sua formação original. Apesar de uma grande concentração no Estádio José Amalfitani, o acontecimento foi ofuscado pelos distúrbios no exterior do recinto, onde houve forte repressão policial que culminou no assassinato de Rubén Carballo pelas mãos da polícia. A banda posteriormente lançou um novo álbum (Contra la pared, em 2011), mas sua formação continuou mudando a tal ponto que o único membro original que permaneceu na banda foi seu vocalista.
Em 2011 ocorreu outro acontecimento significativo: a separação do Ratones Paranoicos. Juan Sebastián Gutiérrez (vocalista da banda) passou a se concentrar exclusivamente na carreira solo. Porém, Ratones Paranoicos se reagrupou em 2018 e continua ativo.
Posteriormente, ocorreram outras dissoluções de algumas das bandas mais importantes do movimento: em 2018 Viejas Locas (dissolveu-se novamente porque seu vocalista, Pity Álvarez, cometeu um homicídio pelo qual foi preso) e, em 2021, La 25.